# Peckia florencioi
Peckia florencioi är en tvåvingeart som först beskrevs av Prado och Fonseca 1932.  Peckia florencioi ingår i släktet Peckia och familjen köttflugor. Inga underarter finns listade i Catalogue of Life.